# Banded Bluff
Das Banded Bluff (englisch für Gebändertes Kliff) ist ein 6,5 km langes und markantes Felsenkliff in der antarktischen Ross Dependency. Im Königin-Maud-Gebirge ragt es 5 km südöstlich des McKinley-Nunatak auf und bildet die Ostwand des Liv-Gletschers.
Das Advisory Committee on Antarctic Names benannte es 1965 nach der Bänderung durch wechselnde Gesteins- und Eisschichten an der steilen Stirnseite des Kliffs.